# Saint-Martin-de-la-Cluze
Saint-Martin-de-la-Cluze este o comună în departamentul Isère din sud-estul Franței. În 2009 avea o populație de 607 de locuitori.

## Evoluția populației
| An        | 1975 | 1982 | 1990 | 1999 | 2006 | 2009 |
| --------- | ---- | ---- | ---- | ---- | ---- | ---- |
| Populație | 281  | 353  | 462  | 566  | 603  | 607  |